# Anoncus linitus
Anoncus linitus är en stekelart som först beskrevs av Holmgren 1857.  Anoncus linitus ingår i släktet Anoncus och familjen brokparasitsteklar. Arten är reproducerande i Sverige. Inga underarter finns listade i Catalogue of Life.